# Catognatha gracilis
Catognatha gracilis là một loài bọ cánh cứng trong họ Cerambycidae.